# Dynastie Holstein‑Gottorp‑Romanov
Dynastie Holstein-Gottorp-Romanov byla třetí a poslední vládnoucí ruskou dynastií, která vládla Ruskému impériu v letech 1762–1917. 

## Dynastie Holstein-Gottorp-Romanov na ruském trůnu

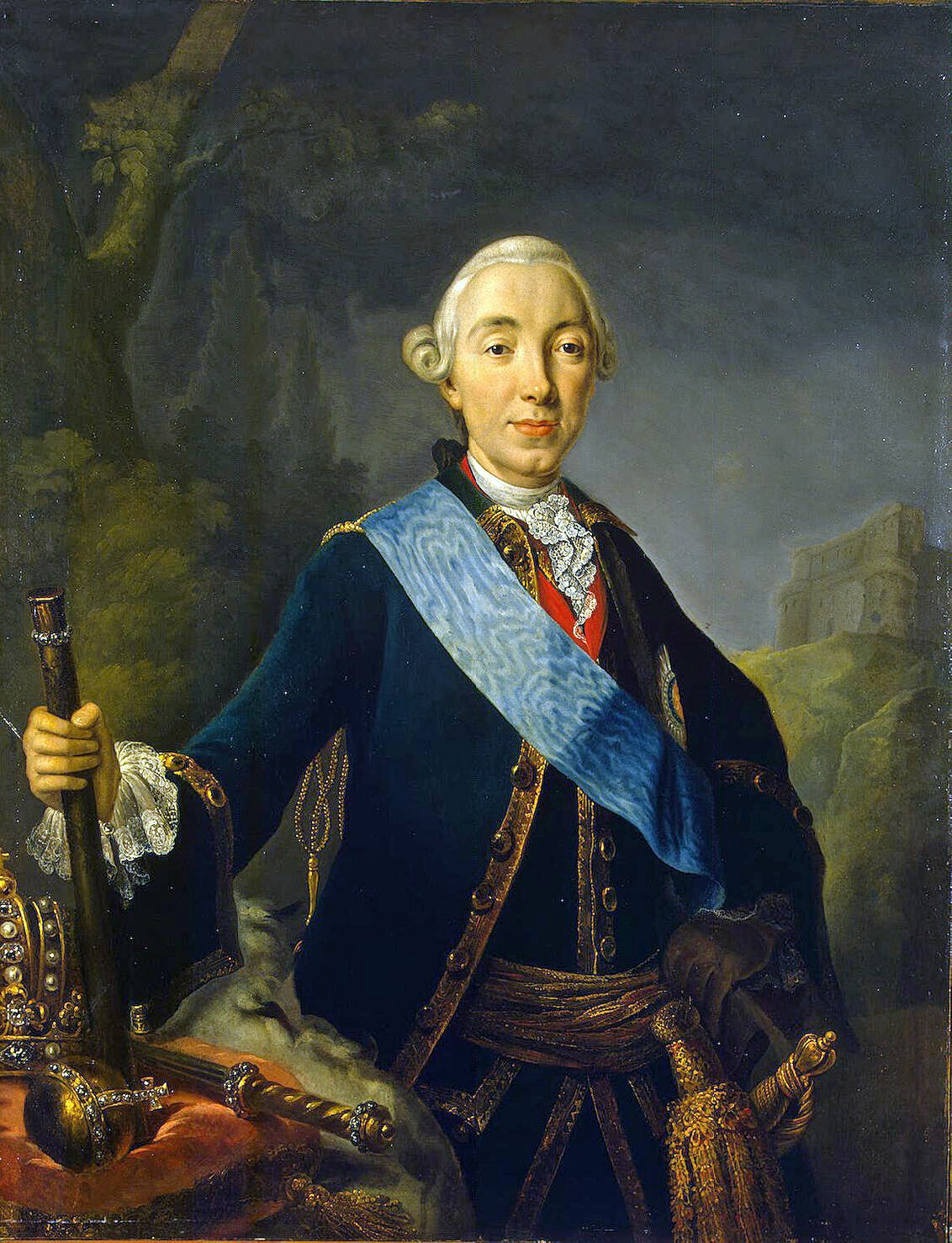
Petr III. Fjodorovič, první ruský car z dynastie Holstein–Gottorp-Romanov

Vládnoucí rod Romanovců vymřel po meči roku 1730 a po přeslici roku 1762. Počínaje rokem 1730 se de facto nová dynastie vytvořila z vedlejší linie německého rodu Oldenburků. Ta vzešla ze sňatku romanovské velkokněžny Anny Petrovny, nemanželské dcery cara Petra Velikého (1672–1725), a vévody Karla Fridricha z linie Holstein-Gottorp. Noví carové přijali jméno Romanov (Romanovci), přičemž název Holstein-Gottorp-Romanov je užíván zejména v genealogii (v německé historiografii je užíván název Romanow-Holstein-Gottorp). V tomto smyslu jsou tedy za Romanovce zpravidla označováni všichni ruští panovníci až do roku 1917. 
Ruský car Petr Veliký zemřel v roce 1725. Po něm vládla do roku 1727 jeho druhá žena Marta Skavronská, jako panovnice carevna Kateřina I. Po smrti Kateřiny I. se podle jejího testamentu stal carem teprve 13letý vnuk Petra Velikého Petr II., který byl posledním mužem z původního rodu Romanovců na carském trůnu. Jeho úmrtím (příčinou byly pravé neštovice) v roce 1730 vymřel rod Romanovců po meči. Carevnou se pak stala neteř Petra Velikého Anna Ivanovna, která vládla v letech 1730–1740. Poslední ženskou vládkyní Ruska z původního rodu Romanovců byla dcera Petra Velikého Alžběta Petrovna, která byla carevnou v letech 1741–1762.
Prvním mužským panovníkem ze staronového rodu Holstein‑Gottorp‑Romanov byl Petr III., zavražděný v roce 1762. Po Petrovi byli zabiti ještě další tři carové Pavel I. Ruský, Alexandr II. (oba při atentátech) a Mikuláš II., zavražděný bolševiky s celou svou rodinou. Dědictví trůnu podle rodové posloupnosti bylo upraveno zákonem teprve roku 1797 nařízením Pavla I., které organizovalo následnictví ruského trůnu podle mužské linie. Ženská linie měla nastupovat až po vymření mužské linie.

### Pravoslavné náboženství
Vlivem caesaropapismu bylo pravoslaví velmi důležitou složkou dynastické ideologie Romanovců. Tato tradice omezovala možnost sňatků s dalšími evropskými rody. Sňatky byly možné pouze s členy pravoslavných dynastií, kterých byl v Evropě nedostatek a dále se členy nábožensky tolerantních protestantských dynastií. Romanovci neměli příbuzenské svazky s katolickými rody. Sňatky s německými princeznami a princi bývaly často vykládány politickými důvody. Ve skutečnosti byly pouhým důsledkem ústavního požadavku, aby carevna byla pravoslavnou a důsledkem romanovské tradice, která žádala přestup ku pravoslaví od cizinek, s nimiž se ženila velkoknížata, a zachování pravoslaví od velkokněžen, když se vdávaly do ciziny, což pro katolické dynastie (na rozdíl od protestantských) bylo nepřijatelné. Nehledě k těmto sňatkům, v jejichž důsledku byla dynastie přísně vzato téměř německá. V 19. století začala dynastie uskutečňovat celoevropské svazky se členy řeckého či srbského, černohorského panovnického domu či gruzínské, již nevládnoucí dynastie Bagrationů), které byly pravoslavného vyznání. Kromě toho dynastie v 19. století pokračovala v tradičních svazcích s dalšími protestantskými rody. Romanovská velkokněžna Anna Pavlovna, sestra Mikuláše I. se stala v roce 1840 nizozemskou královnou. Úzké příbuzenské vztahy měla dynastie Romanov-Holstein-Gottorp s dánskými Oldenburky a také s britskou hannoverskou dynastii (například Mikuláš II. byl bratrancem krále Jiřího V.).

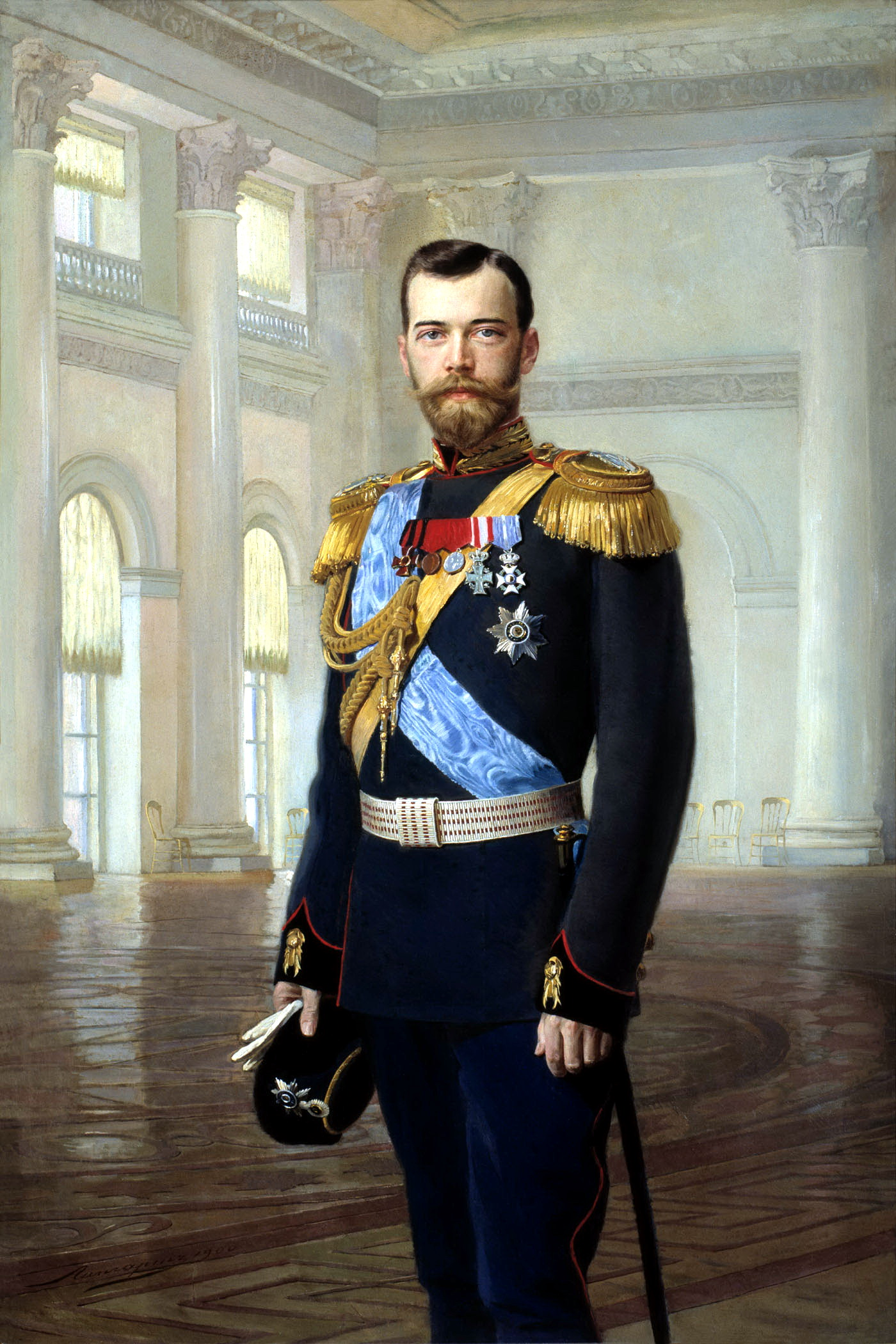
Poslední ruský car Mikuláš II. Alexandrovič

### Dynastická osamocenost
Pravoslavné náboženství a nedostatek mužských členů rodu až do 19. století, ale také skutečnost, že do 19. století kromě Ruska nebylo jiných pravoslavných států, byly příčinou asi nejcharakterističtějšího rysu romanovské dynastie jako celku: nedělala dynastickou zahraniční politiku. Romanovci se nesnažili obsazovat cizí trůny a ani jeden neobsadili, nevedli válek v zájmu rodu a diplomatických sporů o územní dědictví. To byla jedna z příčin úspěšné zahraniční politické bilance Romanovců, za jejichž panování moskevský stát střední velikosti se stal světovou ruskou velmocí, ačkoliv mezi nimi bylo dost neschopných a dokonce i duševně nenormálních panovníků. [zdroj?]

## Pád dynastie
K tragickému konci dynastie, která v 1. světové válce a revoluci ztratila 18 svých členů, také přispěla osobnost cara Mikuláše II., jenž nestačil na úkoly, které doba ukládala panovníkovi. Situaci zhoršovala i carevna Alexandra Fjodorovna, která posilovala absolutistické smýšlení svého chotě. Navíc následník Alexej Nikolajevič trpěl hesenskou rodovou krvácivostí; v souvislosti s tím panovaly stálé obavy o život jediného následníka trůnu. Kolem carské rodiny se vytvořilo ovzduší, v němž nabývali vlivu mystičtí dobrodruzi, z nichž nejznámější je Rasputin. Za světové války vyvrcholila opozice ze strany členů rodu proti této kamarile účastí velkoknížete Dimitrije Pavloviče (viz OSNND I-2, str. 122) na zavraždění Rasputina a kolektivním dopisem velkoknížat carovi, v němž vznášeli těžkou obžalobu proti němu samotnému tím, že ospravedlňovali čin Dimitrije Pavloviče „příkazem svědomí“. Bylo to jediné kolektivní politické vystoupení členů rodu, z nichž většina od 20. století ukazovala málo dynastického ducha, uzavírala morganatické sňatky vzdávajíc se práv na trůn, snažila se o úplně soukromý život a vůbec projevovala jakousi rodovou únavu.
Palácový převrat (1916) měl nastolit na trůn místo Mikuláše II. buď jeho bratra, liberálního Michaila Alexandroviče, nebo nejvyššího velitele carské armády Nikolaje Nikolajeviče (viz OSNND IV-1, str. 578). Avšak tentokrát dříve než zákrok důstojníků a byrokratů přišla revoluce lidu. Po Únorové revoluci roku 1917 byli car s rodinou postaveni pod dozor, ale ostatní Romanovci zůstali volnými. Všichni odmítli opustit válčící Rusko a prohlásili poslušnost prozatímní vládě. Po Říjnové revoluci byla většina členů rodu uvězněna, Mikuláš s manželkou, se synem, čtyřmi dcerami a několika členy služebnictva byli zavražděni 18. července 1918 v Ipaťjevově domě v Jekatěrinburgu, několik velkoknížat 19. července v Alapajevsku a 30. ledna 1919 v Petrohradě. Michail Alexandrovič, který po Mikulášově abdikaci odmítl korunu, pravděpodobně také zahynul (v létě 1918).

## Holstein-Gottorp-Romanovští po roce 1917

### Otázka právaKirilla Vladimirovičena trůn
Říjnovou revoluci nepřežili Mikuláš II. a jeho syn Alexej ani další následník, Mikulášův mladší bratr Michail Alexandrovič. Na prvním místě v řadě následnictví ruského trůnu se tak ocitl velkokníže Kirill Vladimirovič, který 31. srpna roku 1924 přijal titul cara vší Rusi. Jeho nároky však byly a dosud jsou zpochybňovány, neboť z důvodu svého carem nepovoleného sňatku s rozvedenou Viktorií Melitou, rodem britskou princeznou a prvním sňatkem hesenskou velkovévodkyní, byl (byť dočasně) zbaven svých práv člena carské rodiny, včetně práv nástupnických.
Práva Kirilla (a tedy i jeho potomků) na ruský carský trůn byla tedy nejednou z čistě právního hlediska zpochybněna, přičemž paradoxním způsobem nejčastěji uváděný důvod proti – jeho angažmá v Únorové revoluci, které ale zůstává předmětem sporu. V březnu 1917 velkokníže přísahal spolu se svým plukem věrnost prozatímní vládě, což vyvolalo u některých členů dynastie negativní reakce a vedlo k odmítnutí jeho nároku.

Problém spočívá v přístupu k uplatňování článků 183–185 ruského Zákona o následnictví ke Kirillovi a jeho potomkům:
| „ | - 183. „Ke sňatku každé osoby Imperátorského domu je nezbytné svolení Imperátora, kdežto sňatek, uzavřený bez jeho svolení, se neuznává jako zákonný.“ - 184. Po svolení panujícího Imperátora mohou Členové Imperátorského Domu vstoupit v manželství jak s osobami pravoslavného vyznání, tak jinověrnými. - 185. Sňatek mužské osoby Imperátorského Domu, který může mít právo následnictví Trůnu, s osobou jiné víry se neuskuteční jinak, než po přijetí pravoslavné víry touto osobou. | “ |

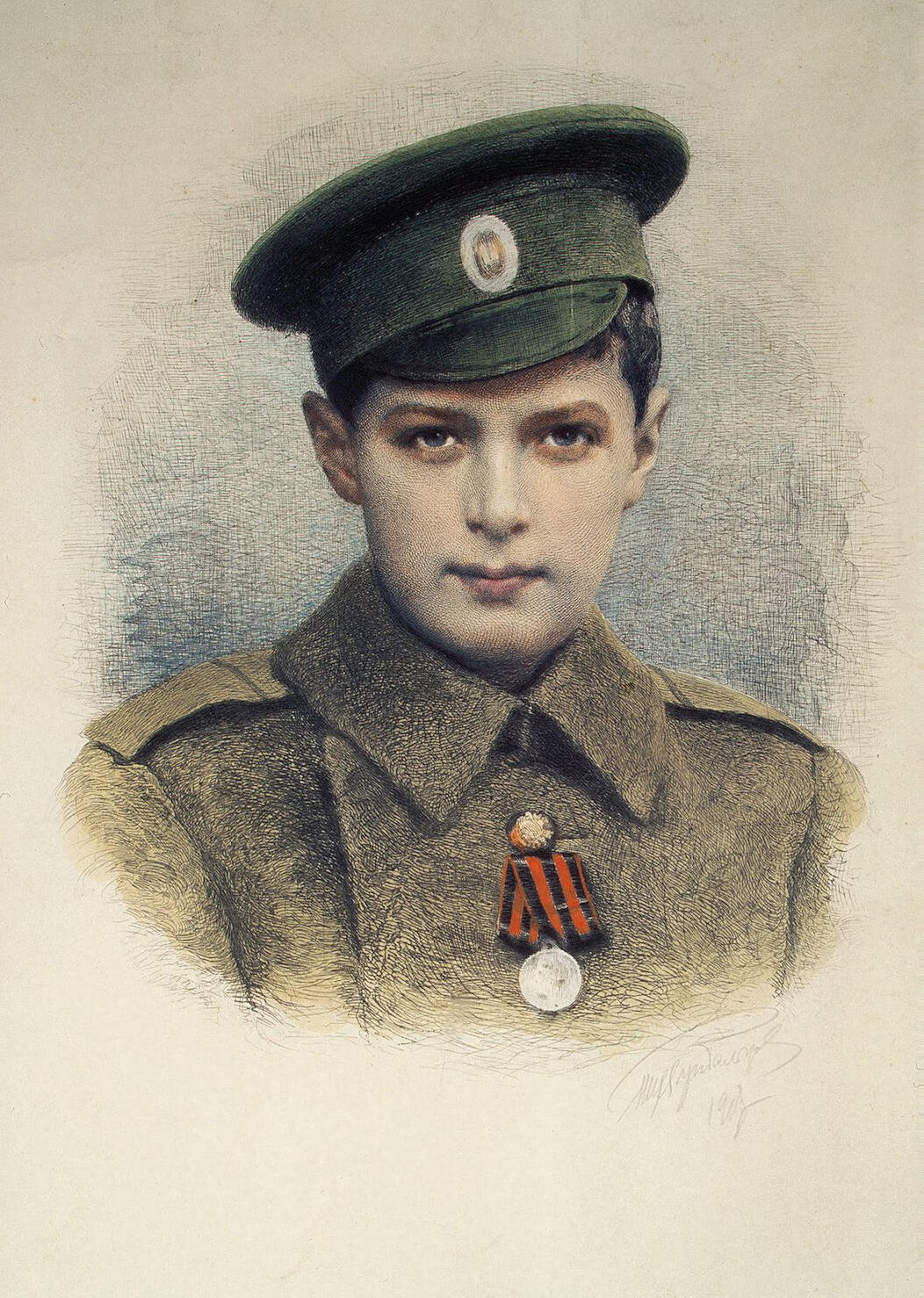
Cesarevič Alexej Nikolajevič v roce 1917

8. října roku 1905 vstoupil Kirill Vladimirovič v manželství se svou sestřenicí Viktorií Melitou, dcerou vévody z Edinburghu, rozvedenou manželkou Ernesta Ludvíka Hesensko-Darmstadtského, bratra carevny Marie Fjodorovny. Za tři dny po uzavření sňatku car Mikuláš II. zbavil Kirilla všech práv člena carské rodiny, včetně práva následnictví trůnu, neboť tento sňatek nebyl carem povolen (čl. 183) a nevěsta se nechystala přijmout při uzavření sňatku pravoslavnou víru (čl. 185); kromě toho dotčený sňatek, uzavřený mezi bratrancem a sestřenicí prvního stupně, se protivil pravoslavným kánonům a nebyl přípustný podle občanského práva Ruského impéria. Dochované archivní materiály o projednávání dané otázky v Státní radě ukazují na to, že Mikuláš rozhodně trval na zbavení bratrance následnických práv, avšak členové Státní rady navrhovali nezveřejňovat toto rozhodnutí, neboť řada na trůn „podle všech lidských úvah nikdy na něho nedojde“, a Mikuláš tak nepodepsal žádný výnos, zbavující velkoknížete Kirilla Vladimiroviče práv na trůn.
Ve státním archivu jsou uloženy dokumenty dvou tajných porad z let 1906 a 1907, na nichž Mikuláš II. nastolil otázku o možnosti zbavení následnických práv všeho potomstva velkoknížete Kirilla Vladimiroviče (pro nedovolené manželství, porušujícího rodinné, církevní i občanské zákony Impéria). Přesto v Dvorském kalendáři, vymezujícím posloupnost následníků trůnu je pro rok 1917 velkokníže Kirill Vladimirovič uváděn na třetím místě, po cesareviči Alexejovi a velkoknížeti Michailu Alexandroviči; přitom jsou zde uváděni i jiní členové dynastie, nemající nástupnických práv (např. kněžna Taťána Konstantinovna, která byla nucena v roce 1911 podepsat zřeknutí se práv nástupnictví kvůli sňatku s knížetem Bagration-Muchranským, který byl považován za nerovnorodého.
15. července roku 1907 Viktorie Melita přijala pravoslaví a Mikuláš II. zvláštním dekretem sňatek Kirilla Vladimiroviče uznal, udělil jeho manželce titul „Velkokněžna Viktorie Fjodorovna“ a dceři Marii Kirillovně, narodivší se z tohoto manželství, titul „kněžna imperátorské krve“.
Je příznačné, že rozhodnutí bylo zdůvodněno úctou k žádosti Kirilova otce, imperátorova strýce Vladimira Alexandroviče. 14. dubna roku 1909 byla Kirillovi navrácena všechna práva člena imperátorské rodiny.
Odpůrci práv Kirilla a „kirillovské větve“ na ruský trůn se domnívají, že byl zbaven posledním panujícím imperátorem těchto práv v plném souladu se stávajícím zákonodárstvím a že znovupřiznání práv „člena imperátorské rodiny“ Kirillovi nebylo doprovázeno explicitním obnovením „práv následnictví“, a jeho pretendentství na trůn je nezákonné.
Protože však v imperátorském majestátu z 15. července 1907 (o uznání sňatku a udělení titulu velkokněžny) a z 14. dubna (o navrácení práv člena Imperátorského Domu) se nehovoří o nějakém výběrovém navrácení práv, vyplývá z toho, že Kirillovi byla navrácena „všechna“ práva, včetně práva nástupnictví na trůn, tím spíš, že žádného speciálního výnosu o jeho zbavení nástupnických práv nebylo a jeho sňatek byl oficiálně uznán.
Odpůrci kirillovské linie často poukazují i na to, že carevna (imperatrica) vdova Marie Fjodorovna (manželka Alexandra III.), matka Mikuláše II., neodsouhlasila přijetí titulu Imperátor Vší Rusi velkoknížetem Kirillem v roce 1924, neboť doufala, že její syn i vnuk jsou ještě živi. Tento argument, na rozdíl od předchozích, nemá právní sílu.
Příznivci Kirilových práv tvrdí, že každý člen imperátorské rodiny měl „ipso facto“ práva na trůn, tedy že výnosy z roku 1907 a 1909 ustanovily Kirila i v právu následnictví. V souladu s tímto hlediskem to, že panující imperátor uznal jeho sňatek, zároveň eliminovalo všechny zákonné problémy.

### Otázka nároku potomstva Vladimira Kiriloviče na vedení v ruském carském rodě
Vladimir Kirilovič se roku 1948 oženil s dcerou knížete Georgije Iraklieviče Bagrationa, hlavy gruzínského panovnického domu v exilu, Leonidou Georgijevnou Kirbyovou, rozenou Bagration-Muchranskou. Leonida Georgijevna předtím byla vdána za bohatého Američana, Sumnera Moore Kirbyho, s nímž se rozvedla v roce 1937. Tento sňatek však není bezvýhradně přijímán jako vyhovující dynastickému právu Ruské říše (ať již s ohledem na její původ či její stav rozvedené ženy), což následně ovlivňuje i pohled na to, zda potomstvo tohoto sňatku má nárok na ruskou korunu či nikoli.
Jediný potomek z manželství Vladimira Kiriloviče a jeho ženy Leonidy – Marija Vladimirovna – se narodila 23. prosince 1953 v Madridu.
Ke konci života Vladimira Kiriloviče již nebylo žádných mužských představitelů ruského carského rodu, kteří by nebyli v nerovnorodých, nedynastických (neboli morganatických) manželstvích. Děti pocházející z takových manželství nejsou, podle Základních zákonů Ruského impéria a podle Úřadu carské rodiny, považovány za členy ruské imperátorské rodiny – velkoknížata a dokonce ani knížata carské krve. I když se Vladimír Kirilovič nikdy sám za imperátora neprohlašoval a neucházel se o pomyslný trůn, z moci hlavy carského zákonodárství označil za svoji nástupkyni dceru Marii Vladimirovnu, jako narozenou z rovnorodého manželství. Zeť Vladimíra Kiriloviče, princ František Vilém Pruský, přijal pravoslaví a začal se označovat za velkoknížete Michaila Pavloviče (pár se ovšem brzy rozvedl a on se navrátil k luteránství) a vnuka narozeného v tomto manželství následníkem cesarevičem a velkoknížetem Georgijem Michajlovičem.
Podle Zákona o následnictví (ст. 30 Основных законов) skutečně po přerušení mužské následnické linie rodu přechází nárok na trůn na ženskou linii posledního vládnoucího panovníka.

### Výnos o následnictví
Výnos byl ustanoven 5. dubna 1797 carem Pavlem I. u příležitosti jeho korunovace. Později bylo pořádek následnictví doplněn 2. července 1886 carem Alexandrem III.
Následníkem trůnu a hlavou carské rodiny je nejstarší syn. Pouze při úplném přerušení mužské linie může následníkem být žena. Pouze děti a vnoučata (včetně žen) po mužské linii vládnoucího imperátora mají nárok na titul Velkoknížete či Velkokněžny a Jeho (nebo Její) Carská Výsost. Pravnoučata vládnoucího cara (pouze v mužské linii) mají titul Velkoknížat a Jejich Výsost. Všichni ostatní potomci vládnoucího imperátora (a to pouze v mužské linii) mají titul Kníže a Jeho Jasnost. Pouze nejstarší syn vnuka vládnoucího cara má nárok na titul Jeho Výsost. Kterýkoli člen carské rodiny, vstupující v manželství s představitelem neuznaného panovnického domu, pozbývá nároku být členem carské rodiny a všichni jeho potomci ztrácejí právo na následnictví.
Výnos č. 1489 z 11. srpna 1911, schválený Mikulášem II., přinesl do těchto pravidel změny (úpravy), týkající se pravnoučat vládnoucího panovníka, které jim umožňují vstupovat v manželství s členy urozených (ne však bezpodmínečně panovnických) rodin.

## Rodokmen dynastie
- Karel Fridrich Holštýnsko-Gottorpský (1700–1739)
Anna Petrovna Romanovna (1708–1728)
  -  car Petr III. (1728–1762)
    -  car Pavel I. Petrovič (1754–1801)
      -  car Alexandr I. (1777–1825)
      - velkokníže Konstantin Pavlovič (1779–1831)
      - velkokněžna Alexandra Pavlovna (1783–1801)
      - velkokněžna Jelena Pavlovna (1784–1803)
      - velkokněžna Marie Pavlovna (1786–1859)
      - velkokněžna Kateřina Pavlovna (1788–1819)
      - velkokněžna Olga Pavlovna (1792–1825)
      - velkokněžna Anna Pavlovna (1795–1865)
      -  car Mikuláš I. (1796–1855)
        -  car Alexandr II. (1818–1881) – hlavní větev – Alexandrovičové (†)
          - Nikolaj Alexandrovič (1843–1865)
          -  car Alexandr III. (1845–1894
            -  car Mikuláš II. (1868–1918)'
              - velkokněžna Olga Nikolajevna (1895–1918)
              - velkokněžna Taťána Nikolajevna (1897–1918)
              - velkokněžna Marie Nikolajevna (1899–1918)
              - velkokněžna Anastázie Nikolajevna (1901–1918)
              -  velkokníže Alexej Nikolajevič, následník cesarevič (1904–1918)

            - velkokníže Alexandr Alexandrovič Romanov (1869–1870)
            - velkokníže Georgij Alexandrovič (1871–1899)
            - velkokněžna Xenie Alexandrovna (1875–1960)
            - velkokníže Michail Alexandrovič (1878–1918)
            - velkokněžna Olga Alexandrovna (1882–1960)

          - velkokníže Vladimír Alexandrovič (1847–1907) – větev Vladimirovičové
            - velkokníže Kirill Vladimirovič (1876–1938)
              -  velkokníže Vladimir Kirillovič (1917–1992)
                -  velkokněžna Marie Vladimirovna (*1953)

            - velkokníže Boris Vladimirovič (1877–1943)
            -  velkokníže Andrej Vladimirovič (1879–1956)

          - velkokníže Alexej Alexandrovič (1850–1908)
          - velkokněžna Marie Alexandrovna (1853–1920)
          - velkokníže Sergej Alexandrovič (1857–1905)
          -  velkokníže Pavel Alexandrovič (1860–1919)
            -  velkokníže Dmitrij Pavlovič (1891–1941)
              -  Pavel Dmitrijovič Romanov-Ilyinskyj (1928–2004)

        - velkokněžna Marie Nikolajevna (1819–1876)
        - velkokněžna Olga Nikolajevna (1822–1892)
        - velkokněžna Alexandra Nikolajevna (1825–1844)
        - velkokníže Konstantin Nikolajevič (1827–1892) – větev Konstantinovičové (†)
          - velkokněžna Olga Konstantinovna (1851–1926)
          - velkokněžna Věra Konstantinovna (1854–1912)
          - velkokníže Konstantin Konstantinovič (1858–1915)
            - kníže Ivan Konstantinovič (1877–1943)
              -  kníže Vsevolod Ivanovič (1914–1973)[zdroj⁠?!]

            - kníže Gabriel Konstantinovič (1887–1955)
            - kníže Konstantin Konstantinovič (1891–1918)
            - kníže Igor Konstantinovič (1894–1918)
            -  kníže Georgij Konstantinovič (1903–1938)

          - velkokníže Dimitrij Konstantinovič (1860–1919)
          -  velkokníže Vjačeslav Konstantinovič (1862–1879)

        - velkokníže Nikolaj Nikolajevič (1831–1891) – větev Nikolajevičové  (†)
          - velkokníže Nikolaj Nikolajevič (1856–1929)
          -  velkokníže Petr Nikolajevič (1864–1931)
            - kněžna Marina Petrovna (1892–1981)
            - kníže Roman Petrovič (1896–1978)
              - kníže Mikuláš Romanovič Romanov (1922–2014)
              -  kníže Dmitrij Romanovič Romanov(1926–2016)

            - kněžna Naděžna Petrovna (1898–1988)

        -  velkokníže Michail Nikolajevič (1832–1909) – větev Michailovičové
          - velkokníže Nikolaj Michajlovič (1859–1919)
          - velkokněžna Anastázie Michajlovna (1860–1922)
          - velkokníže Michail Michajlovič (1861–1929)
          - velkokníže Georgij Michajlovič (1863–1919)
          - velkokníže Alexandr Michajlovič (1866–1933)
            - kníže Andrej Alexandrovič (1897–1981)
              -  kníže Andrej Andrejevič (1923–2021)
                - kníže Alexej Andrejevič (*1953)
                - kníže Petr Andrejevič (*1961)
                -  kníže Andrej Andrejevič (*1963)

            - kníže Fjodor Alexandrovič (1898–1968)
            - kníže Nikita Alexandrovič (1900–1974)
            - kníže Dmitrij Alexandrovič (1901–1980)
            - kníže Rostislav Alexandrovič (1902–1978)
              - kníže Rostislav Rostislavovič (1938–1999)
                - kníže Rostislav Rostislavovič (*1985)
                -  kníže Nikita Rostislavovič (*1987)

              - kníže Nikolaj Rostislavovič (1945–2000)
                - kníže Nikolaj Nikolajevič (*1968)
                -  kníže Daniel Nikolajevič (*1972)
                  -  Jackson Daniel (*2009)

            -  kníže Vasilij Alexandrovič (1907–1989)

          -  velkokníže Sergej Michailovič (1869–1918)

      -  velkokníže Michail Pavlovič (1798–1849)

## Vládci z dynastie Holstein-Gottorp-Romanov

### Ruští carové
- Petr III. Fjodorovič (1762)
- Kateřina II. Alexejevna Veliká – z jiné dynastie (1762–1795)
- Pavel I. Petrovič (1796–1801)

### Ruští carové,finská velkoknížataapolští králové
- Alexandr I. Pavlovič (1801–1825) – od roku 1809 velkokníže finský a od roku 1815 polský král
- Mikuláš I. Pavlovič (1825–1855)
- Alexandr II. Nikolajevič (1855–1881)
- Alexandr III. Alexandrovič (1881–1894)
- Mikuláš II. Alexandrovič (1894–1917) – abdikoval ve prospěch svého bratra Michaila Alexandroviče, 17. července 1918 byl zavražděn se svou rodinou v Jekatěrinburgu

### Titulárníruský car(imperátor), etc.
- Michail Alexandrovič – poslední car de iure, kterým se stal v den abdikace svého bratra Mikuláše II. 15. března 1917 z jeho vůle. Den nato však carskou korunu odmítl, později byl nezvěstný. Byl zastřelen bolševiky 13. června 1918 v blízkosti Permu.
- Kirill Vladimirovič – neuznáván jako hlava rodu
- Vladimir Kirillovič – syn Kirilla Vladimiroviče, uznávaná hlava rodu
- Marie Vladimirovna Romanovová – dcera Vladimira Kirilloviče, oficiálně uznávaná jako jeho následnice
- Mikuláš Romanov – neuznávaný jako hlava rodu, ale na základě dřívějších zákonů by jím – coby muž – měl být